# Hesperapis nitidula
Hesperapis nitidula är en biart som beskrevs av Cockerell 1916. Hesperapis nitidula ingår i släktet Hesperapis och familjen sommarbin. Inga underarter finns listade i Catalogue of Life.